# Little Mix
Little Mix foi um girl group britânico formado pela seguintes integrantes: Jade Thirlwall, Leigh-Anne Pinnock e Perrie Edwards. Descritas como o maior grupo feminino da última década, o grupo foi formado em 2011 durante a oitava temporada do The X Factor ganhando proeminência ao se tornarem o primeiro e único grupo feminino a ganharem o programa. Em sua formação original a banda era composta por quatro integrantes até que em dezembro de 2020, Jesy Nelson afirma estar deixando a banda. Elas são bastante conhecidas por suas fortes harmonias, por simbolizar o empoderamento feminino além de falarem abertamente sobre imagem corporal, suas experiências com o machismo na indústria, direitos LGBTQ+ e racismo. Conseguinte à sua vitória, assinaram contrato com a gravadora Syco Music, e, como single, lançaram um cover da canção "Cannonball", de Damien Rice que alcançou o número um na UK Singles Charts.
Little Mix lançou seu álbum de estreia, DNA, em 2012, que ficou entre os 10 mais vendidos nas paradas musicais de dez países, incluindo o Reino Unido e os Estados Unidos, sendo que nesse último, estreou na posição número 4, estabelecendo o Little Mix como o primeiro girl group desde o Danity Kane a ficar entre os 5 mais vendidos com o seu álbum de estreia e com tal feito, elas também quebraram o recorde das Spice Girls, por ter sido o grupo feminino britânico que alcançou a posição mais alta na parada dos EUA com um álbum de estreia. No Reino Unido, o álbum gerou o single número um Wings e dois no top 10 sendo estes "Change Your Life" (2013) e "How Ya Doin'?" (2013). Salute, segundo álbum do grupo, foi lançado em novembro de 2013. Seu segundo álbum se tornou top 10 em dois países, no Reino Unido pegou a posição número 2 e nos Estados Unidos acuando-se no número seis. O álbum produziu dois singles top 10 em seu país de origem, "Move" e "Salute".
O grupo lançou o terceiro álbum de estúdio em 2015, Get Weird e é seu álbum mais longo até o momento nas paradas do Reino Unido. O primeiro single Black Magic do álbum alcançou o número um no Reino Unido e foi indicado a dois prêmios Brit Awards em 2016. O quarto álbum estúdio intitulado, Glory Days, tornou-se seu primeiro álbum número um no Reino Unido e passou a ter a maior primeira semana de vendas para um grupo feminino no Reino Unido desde as Spice Girls em 1997 e é o mais rápido vendido por qualquer girl group em 15 anos. Em conjunto de exatas cinco semanas no topo das paradas britânicas, tornaram-se o único grupo feminino deste milênio a conseguir manter um disco estável no topo do Official Charts.
O primeiro single, "Shout Out to My Ex" tornou-se o quarto single número um do grupo e consequentemente ganhou o prêmio de Melhor Música Britânica no Brit Awards em 2017 enquanto seus singles "Touch" e "Power" alcançaram o top 10 nas paradas ambos certificados com disco de platina pela BPI. A banda agora possue 19 singles no top dez nas paradas britânicas se tornando o segundo grupo feminino a conseguir tal feito. Lançaram seu quinto álbum de estúdio no ano de 2018, LM5, acuando-se na terceira posição da UK Singles Charts. O primeiro single de estreia, "Woman Like Me" atingiu o segundo lugar nas paradas britânicas recebendo mais tarde certificado de platina pela BPI. Seu segundo single do mesmo álbum, "Think About Us" consegue alcançar a numeração 23 na tabela. Seu sexto álbum de estúdio, intitulado Confetti foi lançado em 2020, chegando no segundo lugar nas paradas britânicas, com Sweet Melody - primeiro single - atingindo o primeiro lugar, fazendo deste, seu sexto número um na UK Singles Charts e mais tarde é certificado como platina pela BPI.
Durante a carreira a banda se estabeleceu como o grupo feminino de mais sucesso da década de 2010, e de acordo com a Billboard, o grupo acumulou uma estimativa de mais de 75 milhōes de discos e singles vendidos ao redor do mundo fazendo delas o grupo feminino britânico que mais vendeu à nível global atrás apenas das Spice Girls. Apenas no Reino Unido, o quarteto vendeu uma estimativa de 28 milhões de singles e 4.5 milhões de álbuns tornando-se o ato feminino britânico na história do país que mais vendeu singles com base em certificados oficiais. A banda tornou-se a única girl group a conseguir permanecer por 100 semanas no top dez nas paradas da UK Singles Charts.
Little Mix é um dos atos femininos mais bem sucedidos na cultura popular britânica contemporânea e são constantemente aclamadas por serem um dos melhores grupos femininos de todos os tempos. O grupo também se tornou um dos atos britânicos que mais vendeu discos no país. Em 2018 a revista Forbes as listou como uma das maiores celebridades de toda a Europa e em 2016, a BBC as declara como uma das pessoas mais influentes do Reino Unido. O grupo recebeu vários prêmios durante a sua carreira, incluindo, 3 Brit Awards, 7 MTV Europe Music Awards, 2 Teen Choice Awards, 1 IHeart Radio Music Awards, 4 Glamour Awards, 6 Global Awards, 2 Japan Gold Disc Awards e 3 Guinness Book World Records. Elas também foram indicadas 12 vezes no Brit Awards, a um Japan MTV Video Music Awards e ao Billboard Latin Music Awards. Elas conseguiram a fortuna de mais de £66.7milhões de euros tornando-se uma das celebridades - com menos de 30 anos - mais ricas do país. Em julho de 2021, suas estátuas de ceras são exibidas no Museu Madame Tussauds pela sua excelente trajetória de mais de uma década de sucesso.

## História

### 2011—2013:The X Factore primeiro álbum de estúdio
Em 2011, Edwards, Thirlwall, Pinnock e Nelson fizeram o teste como solistas para a oitava edição do The X Factor com sucesso, mas não conseguiram passar após o primeiro desafio de bootcamp. No entanto, os juízes decidiram dar-lhes outra chance na categoria Grupos. Elas foram colocadas em conjuntos separadas pelos juízes durante o estágio bootcamp do grupo, com Edwards e Nelson no grupo de quatro membros chamado Faux Pas e Thirlwall e Pinnock em três membros do grupo Orion. Os dois grupos não conseguiram passar através de casas dos juízes. A decisão mais tarde partiu de Kelly Rowland, integrante da Destiny's Child de reunir as quatro garotas juntas. Elas finalmente chegaram aos shows ao vivo e foram orientadas por Tulisa Contostavlos. Durante o primeiro show ao vivo em 8 de outubro de 2011, Rhythmix canta Super Bass pela artista americana Nicki Minaj. Sua apresentação foi elogiada pelos juízes como Gary Barlow chamando-as de "melhor banda de garotas que já esteve no The X Factor".
Em 26 de outubro de 2011, Rhythmix anunciou que iria mudar seu nome depois de uma disputa com a caridade de Brighton do mesmo nome, após o programa tentar ficar com o nome "Rhythmix". Um porta-voz disse: "A pedido da caridade Rhythmix, os membros do grupo das meninas Rhythmix decidiram mudar o seu nome, uma decisão que tem o apoio da Syco". Foi relatado que o grupo decidiu fazer a alteração, sem obrigação legal de fazê-lo, a fim de evitar quaisquer dificuldades para a caridade. Em 28 de outubro de 2011, foi anunciado que o novo nome do grupo seria Little Mix.
Em 20 de novembro de 2011, Little Mix tornou-se o primeiro grupo feminino na história em oito anos do programa a prosseguir para o sétimo show ao vivo. Com o curso restante da competição o grupo geralmente recebia um feedback positivo. Durante a fase semifinal do show, Little Mix realiza a música You Keep Me Hangin' On das The Supremes e If I Were a Boy de Beyoncé. Sua segunda apresentação da noite, geralmente aclamado pelos juízes com Walsh dizendo-lhes que elas têm "potencial incrível" e chamando-as de "a próxima grande girlgroup" também lhes disse que podiam ser "incrivelmente dinâmicas" e "mudar o mundo" quando elas encontrarem a força dentro de si. O grupo avançou até os últimos shows ao vivo, juntamente com Marcus Collins e Amelia Lily seguindo o voto do público. Durante uma apresentação, o jurado Gary Barlow, um dos vocalistas do grupo masculino britânico Take That declarou que o grupo precisaria de um líder vocal dizendo "Edwards é a melhor vocalista do grupo", no mesmo instante Perrie assinalou um não com cabeça e rebateu os comentários de Barlow: "Todas nós podemos cantar...". Em 11 de dezembro, Little Mix foram anunciadas como as vencedoras, o primeiro e único grupo a vencer, junto do cover da canção de Damien Rice "Cannonball", que foi lançado via download digital em 11 de dezembro de 2011, e sob CD em 14 de dezembro de 2011. O seu single de estreou no topo do UK Singles Chart em 18 de dezembro de 2011, conseguindo número um lugar no Irish Singles Chart, batendo canções por The Saw Doctors e Ryan Sheridan.
| Apresentações no The X Factor e resultados finais. | Apresentações no The X Factor e resultados finais.                           | Apresentações no The X Factor e resultados finais.                           | Apresentações no The X Factor e resultados finais.                           | Apresentações no The X Factor e resultados finais.                           | Apresentações no The X Factor e resultados finais. | Apresentações no The X Factor e resultados finais. |
| Apresentações                                      | Escolha de canção                                                            | Escolha de canção                                                            | Escolha de canção                                                            | Escolha de canção                                                            | Tema                                               | Resultado                                          |
| Apresentações                                      | Perrie Edwards                                                               | Jesy Nelson                                                                  | Leigh-Anne Pinnock                                                           | Jade Thirlwall                                                               | Tema                                               | Resultado                                          |
| -------------------------------------------------- | ---------------------------------------------------------------------------- | ---------------------------------------------------------------------------- | ---------------------------------------------------------------------------- | ---------------------------------------------------------------------------- | -------------------------------------------------- | -------------------------------------------------- |
| Audições                                           | "You Oughta Know"                                                            | "Bust Your Windows"                                                          | "Only Girl (in the World)"                                                   | "I Wanna Hold Your Hand"                                                     | Escolha livre                                      | Levadas ao boot camp                               |
| Bootcamp 1                                         | "Breakeven"                                                                  | "Price Tag"                                                                  | "Price Tag"                                                                  | "Firework"                                                                   | Desafio boot camp                                  | Colocadas na categoria Grupos[a]                   |
| Bootcamp 2                                         | "Survivor" (junto de 'Faux Pas')                                             | "Survivor" (junto de 'Faux Pas')                                             | "Yeah 3x" (junto de 'Orion')                                                 | "Yeah 3x" (junto de 'Orion')                                                 | Escolha livre                                      | Reagrupadas                                        |
| Casa dos Jurados                                   | "Big Girls Don't Cry"                                                        | "Big Girls Don't Cry"                                                        | "Big Girls Don't Cry"                                                        | "Big Girls Don't Cry"                                                        | Escolha livre                                      | Chegaram as apresentações ao vivo                  |
| Casa dos Jurados                                   | "Cry Me a River"                                                             |                                                                              |                                                                              |                                                                              | Escolha livre                                      | Chegaram as apresentações ao vivo                  |
| Show ao vivo 1                                     | "Super Bass"                                                                 | "Super Bass"                                                                 | "Super Bass"                                                                 | "Super Bass"                                                                 | Britain vs. America                                | Salvas por Tulisa Contostavlos                     |
| Show ao vivo 2                                     | "I'm Like a Bird"                                                            | "I'm Like a Bird"                                                            | "I'm Like a Bird"                                                            | "I'm Like a Bird"                                                            | Amor e Coração Partido                             | Salvas (4º lugar)                                  |
| Show ao vivo 3                                     | "Tik Tok"/"Push It"                                                          | "Tik Tok"/"Push It"                                                          | "Tik Tok"/"Push It"                                                          | "Tik Tok"/"Push It"                                                          | Rock                                               | Salvas (6º lugar)                                  |
| Show ao vivo 4                                     | "E.T."                                                                       | "E.T."                                                                       | "E.T."                                                                       | "E.T."                                                                       | Halloween                                          | Salvas (2º lugar)                                  |
| Show ao vivo 5                                     | "Don't Stop the Music"                                                       | "Don't Stop the Music"                                                       | "Don't Stop the Music"                                                       | "Don't Stop the Music"                                                       | Pista de Dança                                     | Salvas (4º lugar)                                  |
| Show ao vivo 6                                     | "Radio Ga Ga"/"Telephone"                                                    | "Radio Ga Ga"/"Telephone"                                                    | "Radio Ga Ga"/"Telephone"                                                    | "Radio Ga Ga"/"Telephone"                                                    | Lady Gaga vs. Queen                                | Salvas (3º lugar)                                  |
| Show ao vivo 7                                     | "Don't Let Go (Love)"                                                        | "Don't Let Go (Love)"                                                        | "Don't Let Go (Love)"                                                        | "Don't Let Go (Love)"                                                        | Filmes                                             | Salvas (1º lugar)                                  |
| Show ao vivo 8                                     | "Baby"/"Where Did Our Love Go"                                               | "Baby"/"Where Did Our Love Go"                                               | "Baby"/"Where Did Our Love Go"                                               | "Baby"/"Where Did Our Love Go"                                               | Prazeres secretos                                  | Salvas (2º lugar)                                  |
| Show ao vivo 8                                     | "Beautiful"                                                                  | "Beautiful"                                                                  | "Beautiful"                                                                  | "Beautiful"                                                                  | Heróis                                             | Salvas (2º lugar)                                  |
| Semi-final                                         | "You Keep Me Hangin' On"                                                     | "You Keep Me Hangin' On"                                                     | "You Keep Me Hangin' On"                                                     | "You Keep Me Hangin' On"                                                     | Motown                                             | Salvas (1º lugar)                                  |
| Semi-final                                         | "If I Were a Boy"                                                            | "If I Were a Boy"                                                            | "If I Were a Boy"                                                            | "If I Were a Boy"                                                            | Canções que te levam à final                       | Salvas (1º lugar)                                  |
| Final                                              | "You've Got the Love"                                                        | "You've Got the Love"                                                        | "You've Got the Love"                                                        | "You've Got the Love"                                                        | Escolha livre                                      | Salvas (1º lugar)                                  |
| Final                                              | "If I Ain't Got You"/"Empire State of Mind" (ao lado de Tulisa Contostavlos) | "If I Ain't Got You"/"Empire State of Mind" (ao lado de Tulisa Contostavlos) | "If I Ain't Got You"/"Empire State of Mind" (ao lado de Tulisa Contostavlos) | "If I Ain't Got You"/"Empire State of Mind" (ao lado de Tulisa Contostavlos) | Dueto com mentor                                   | Salvas (1º lugar)                                  |
| Final                                              | "Don't Let Go (Love)"                                                        | "Don't Let Go (Love)"                                                        | "Don't Let Go (Love)"                                                        | "Don't Let Go (Love)"                                                        | Apresentação favorita                              | Vencedoras (1º lugar)                              |
| Final                                              | "Silent Night"                                                               | "Silent Night"                                                               | "Silent Night"                                                               | "Silent Night"                                                               | Natal                                              | Vencedoras (1º lugar)                              |
| Final                                              | "Cannonball"                                                                 | "Cannonball"                                                                 | "Cannonball"                                                                 | "Cannonball"                                                                 | Canção de um vencedor                              | Vencedoras (1º lugar)                              |

Em 25 de janeiro de 2012, Little Mix fez uma aparição no National Television Awards e executou a música do En Vogue, "Don't Let Go". Elas também acompanharam os colegas e juízes Gary Barlow e Tulisa Contostavlos no palco para receber o prêmio Best Talent Show que havia sido ganhado pelo The X Factor. Em maio de 2012, Little Mix teria assinado um acordo com Vivid Bravado para lançar produtos de assinatura, incluindo bonecas, quebra-cabeças, acessórios e jogos. Antes de seu lançamento single de estreia, a banda cobriu uma versão a cappella do "End Of Time" de Beyoncé e fez o upload no YouTube; A capa foi elogiada publicamente, especialmente pelas impressionantes harmonias do grupo. Mais tarde, em agosto, eles também fizeram upload de uma outra capa, desta vez uma capa acústica de "We Are Young" que novamente recebeu feedback positivo, geralmente, harmonias do grupo. Em 1 de junho, um fragmento de seu single de estreia "Wings" foi exibido no programa Alan Carr: Chatty Man antes de sua data de lançamento posterior em agosto.
Little Mix realizou seu single de estreia "Wings" pela primeira vez no T4 no concerto de praia em 1 de julho. O single estreou no número um no UK Singles Chart. Em 31 de agosto de 2012, a autobiografia do grupo, intitulada Ready to Fly, foi lançada por Harper Collins. Neste livro o grupo conta suas experiências durante o The X Factor e suas vidas anteriores. Em outubro de 2012, o grupo foi em uma visita promocional à Austrália devido à sua base de fãs em expansão, destinos incluídos para Melbourne e Sydney. A viagem durou uma semana e o grupo visitou estações de rádio para promover o single e álbum de estreia.
Mais tarde seu single Wings recebeu certificado de três vezes platina pelas 170.000 cópias vendidas e respectivamente, emplacou seu primeiro hit top 10 no chart australiano, com Wings pegando a posição número dois.
Elas realizaram uma performance seu single "Wings" no The X Factor Australia e no programa de televisão australiano Sunrise. A música alcança subsequentemente o número 2 na Austrália. Seu álbum de estreia, DNA, foi lançado em novembro de 2012. No final do ano, Perrie Edwards teve uma inflamação nas amídalas, tendo que ser submetida a cirurgia, se ausentando de algumas apresentações com a banda até o final do mesmo ano. Nicola Roberts, ex-integrante do extinto grupo Girls Aloud, coescreveu uma faixa chamada "Going Nowhere" no álbum. O álbum alcançou #3 na Escócia e no Reino Unido. Um segundo single, "DNA", foi lançado em outubro, e em janeiro de 2013 elas assinaram um contrato de gravação com a Columbia Records na América do Norte. Neste mesmo ano, o álbum alcançou número quatro na Billboard 200, fazendo com que o grupo fosse o primeiro a ter uma estreia acima das Spice Girls com Spice, lançado em 1997 e assim, tornando-se o primeiro grupo feminino inglês a ter uma estreia tão alta nas paradas americanas com um álbum debut.
"Wings" foi lançado como seu single de estreia na América em 5 de fevereiro de 2013. O grupo embarcou em uma série de promoções nas rádios americanas para promover seu primeiro álbum. A divulgação começou na cidade de Nova York e terminou em Los Angeles. Little Mix apresentou o single Wings no Good Morning America junto do segundo single DNA. Mais tarde, seu single de estreia Wings foi certificado como disco de ouro através da RIAA pelas expedições acima de 500 mil cópias. Em 3 de fevereiro de 2013, elas lançaram "Change Your Life" como o terceiro single do álbum, que ficou no número 12 na UK Singles Chart. Ganhou disco de dupla platina na Austrália. Em 4 de março de 2013, foi anunciado que "How Ya Doin'?" seria lançado como o quarto e último single de seu álbum de estreia. Em 21 de março, elas anunciaram que seu próximo single, "How Ya Doin'?" contaria com a participação da rapper e ganhadora do Grammy, Missy Elliott.
Em 4 de abril de 2013, o grupo revelou que o corante de cabelo Schwarzkopf Live Color XXL seria promovido através de seu vídeo musical em um novo acordo de patrocínio. Este estreou no número 57 no UK Singles Chart em 20 de abril de 2013, antes de subir para o número 23 na semana seguinte. Em sua terceira semana, a música atingiu o pico no número 16, marcando Little Mix do quinto consecutivo UK top 20 hit. Ele traçou um total de sete semanas. O quarto single vendeu exatos 120.000 cópias no Reino Unido. O single estreou no número 55 no Irish Singles Chart em 11 de abril de 2013.  Em seguida, subiu o gráfico para pico no número 26. Consequentemente, "How Ya Doin'?" tornou-se o primeiro single de Little Mix a perder o top 20 na Irlanda, mas passou um total de sete semanas nas paradas. O único alcançou o número 16 no Scottish Singles Chart em 11 de maio de 2013, marcando o quinto top 20 atingido na Escócia.

### 2013—2014: Salutee Word Up!
Em março de 2013, Little Mix começou sua primeira campanha promocional nos Estados Unidos. Em várias entrevistas com vários sites e entrevistadores de rádio, as meninas disseram que começariam a trabalhar em seu segundo álbum em abril. O grupo começou a escrever e gravar o álbum em abril e concluiu em setembro. Em uma entrevista com Digital Spy em março de 2013, elas declararam que queriam seu segundo álbum para ter um som mais R&B. Elas também revelaram que estariam começando a escrever material para o novo álbum nos próximos meses. Em 4 de outubro, Little Mix enviou um vídeo para sua página oficial do  anunciando que seu segundo álbum seria chamado Salute e estaria disponível para pré-encomenda em 7 de outubro. O álbum foi lançado em 11 de novembro de 2013 no Reino Unido e foi lançado nos Estados Unidos em 4 de fevereiro de 2014.  Durante todo o processo de gravação, Little Mix trabalhou com vários produtores, incluindo TMS, Future Cut, Fred Ball, Duvall e Jimmy Jam e Terry Lewis. O álbum foi em grande parte coescrito por Little Mix, afirmou que elas estavam mais envolvidas no desenvolvimento deste álbum do que com sua estreia. Em 23 de setembro de 2013, "Move" foi estreado na BBC Radio 1. Para o single, Little Mix trabalhou com Nathan Duvall, um produtor de R&B e Maegan Cottone. "Move" foi lançado em 7 de outubro na Austrália e Nova Zelândia. Mais tarde, foi lançado no Reino Unido e na Irlanda em 3 de novembro. Ele foi enviado para Mainstream Rádio nos EUA em 18 de fevereiro de 2014 e alcançou o número 38 naquele gráfico. A música chegou ao número três no Reino Unido, número 5 na Irlanda, número 19 no Japão e número 12 na Nova Zelândia.

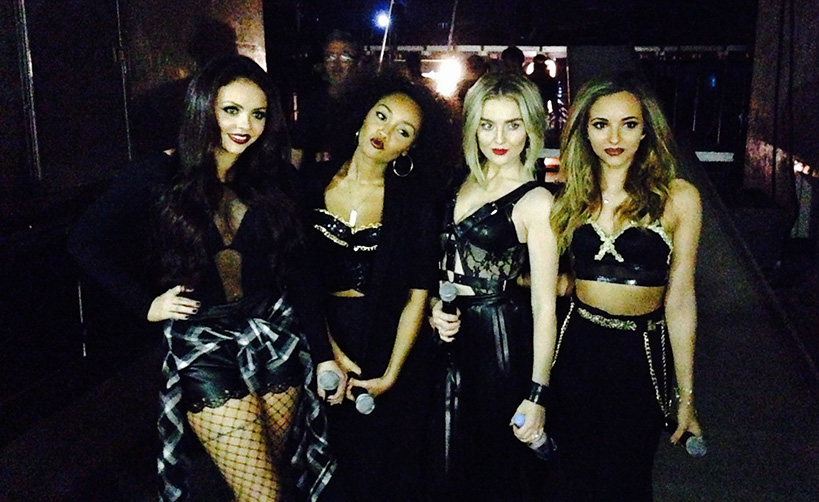
Little Mix em 2014

O single também foi gravado na Austrália, Bélgica, Holanda e Eslováquia. Desde então, "Move" foi certificado ouro na Austrália por vendas de 35.000 e ouro no Reino Unido pelas vendas de 400.000. "Little Me" foi selecionado como o segundo single do álbum. A música foi coescrita por TMS e Iain James, e produzido pela TMS. Em 21 de novembro de 2013, Little Mix revelou através de uma mensagem de vídeo do YouTube que eles decidiram lançá-lo como o segundo single, porque  tinha um significado muito para eles e foi escrito com seus fãs em mente. A canção alcançou o número 14 no Reino Unido, o número três na Armênia, o número quinze na Islândia e o número 16 na Holanda. Ele também traçou na Austrália, Irlanda e Líbano. A banda lançou uma versão cover da música do Cameo, Word Up. Como o único oficial para o Sport Relief 2014.
A canção chegou ao número seis no Reino Unido e número treze na Irlanda, enquanto também gráficos na Austrália, Áustria, Dinamarca e França. Little Mix anunciou em 5 de abril de 2014 que a faixa-título "Salute" será lançado como o terceiro single do álbum. Ele impactou nas rádio britânicas em 28 de abril. O vídeo musical oficial estreou em 2 de maio e recebeu mais de um milhão de visualizações menos de 24 horas. Foi lançado em mundialmente no dia 1 de junho. Em dezembro de 2013, o grupo anunciou as datas do Reino Unido e da Irlanda para sua segunda turnê, The Salute Tour, datas norte-americanas foram adicionadas em abril de 2014. A turnê começou em 16 de maio de 2014 em Birmingham, Inglaterra, no LG Arena e terminou em 27 julho 2014 em Scarborough, Yorkshire norte no teatro do ar livre de Scarborough. Little Mix foram esperadas para iniciar a etapa norte-americana da turnê em setembro de 2014, mas foi cancelado em vista sob seu contrato com a gravadora, que pelas normas contratuais eram: três álbuns em três anos, o grupo cancelou a etapa norte-americana para assinar um novo contrato com sua gravadora, dar prioridade e começar a trabalhar em seu terceiro disco.

### 2015—2016:Get Weird
Em fevereiro de 2015 o grupo deu uma entrevista no tapete vermelho do Brits Award descrevendo o terceiro álbum como tendo um novo som e de ser diferente de todos os outros anteriores. Mais tarde, o Little Mix admitiu ter descartado um álbum inteiro para construir seu terceiro disco. "Descartamos um álbum que estava pronto por um ano. Escrevemos mais de cem músicas e de nada adiantava. Fizemos de todo um processo novamente só para termos nosso terceiro álbum em mãos porque queríamos que tudo ficasse completamente encaixado. Somos perfeccionistas". O primeiro single do terceiro álbum, Get Weird, Black Magic foi planejado para estrear no dia 26 de maio, mas adiantaram a data para 21 de maio, após o single ter vazado nas redes sociais. O single foi lançado digitalmente no Reino Unido em 10 de julho. O grupo cantou a música pela primeira vez em junho de 2015 no Summertime Ball da rádio britânica Capital FM no estádio Wembley, o maior evento de música mundial na Inglaterra na presença de 85 mil pessoas.
A canção alcançou o primeiro lugar do charts do Reino Unido por três semanas consecutivas ganhando disco de platina, um feito que só as Sugababes haviam conseguido em 2007 com About You Now. Little Mix também coescreveu o single "Pretty Girls" da princesa do pop Britney Spears, que também foi lançado em maio de 2015. O grupo anunciou em 15 de julho de 2015 o título do novo álbum, Get Weird junto com a capa oficial pelo Twitter Em 25 de setembro, a banda lança "Love Me Like You" como o segundo single do álbum. Foi lançado como single apenas no Reino Unido, Irlanda, Austrália e Nova Zelândia, mas estava disponível para compra como faixa do álbum em todo o mundo. Em agosto do mesmo ano o grupo apresentou-se no Teen Choice Awards com a canção "Black Magic" onde venceu seu primeiro prêmio norte-americano como Melhor Artista Internacional. O grupo apresentou a canção "Love Me Like You" pela primeira vez no The X Factor Austrália, em outubro de 2015, em seguida, no famoso Royal Albert Hall, onde encontraram-se com o príncipe Harry - Henrique, Duque de Sussexem - dezembro de 2015 Capital Jingle Bell Ball. Em 6 de novembro, o terceiro álbum de estúdio da banda foi lançado em todo o mundo, no dia 2 de outubro o clipe da canção finalmente estreou. Durante a apresentação do grupo no Jingle Bell Ball, as garotas anunciaram seu terceiro single, Secret Love Song, em parceria com o cantor norte-americano Jason Derulo.
Secret Love Song era para ter sido supostamente lançado apenas em dois países europeus. Devido ao grande sucesso não esperava-se ficar nas paradas dos charts orientais como Malásia, Filipinas e Singapura. O terceiro single conseguiu entrar no topo do charts das Filipinas ficando por 22 semanas no topo, em conjunto acumulou cinco certificados de discos platinados em alguns países, incluindo a Irlanda, Austrália e Nova Zelândia, e com sorte conseguiu entrada no topo da Billboard Twitter Top Tracks dos Estados Unidos. A segunda parte canção foi bem recebida na comunidade LGBTQ+ do que com o cantor Jason Derulo em sua estreia original. Jade Thirlwall nomeou a canção como um "hino LGBT".
Com o grande sucesso do álbum, Get Weird tornou-se o segundo álbum feminino mais vendido na Inglaterra em 2015, depois da cantora soul Adele. Neste mesmo ano Little Mix conseguiu ter duas indicações ao Brits Awards em Melhor Música Britânica e Melhor Vídeo-Clipe Britânico. Get Weird foi certificado como disco de platina em apenas duas semanas de seu lançamento físico. E logo após recebeu novamente certificado platina na Irlanda sendo seu primeiro álbum multi-platina com mais de um milhão de cópias vendidas mundialmente.
Logo após Get Weird consegue platina dupla em solo britânico pelas 700 mil expedições. No mesmo ano Little Mix anuncia uma tour mundial que passaria pela Europa, Oceania, Ásia e Japão se tornando a turnê mais lucrativa e bem-sucedida por Little Mix até então. O grupo também ganhou uma placa com exemplares de exatos 300 mil ingressos vendidos apenas no Reino Unido. Em 20 de abril, Little Mix anuncia o lançamento global de seu último e quarto single, Hair que estaria disponível para download digital. O single foi lançado em 15 de abril de 2016 e alcançou o número 11 no gráfico do Reino Unido, enquanto este atingiu o número 10 na Austrália. Tornou-se o quarto single de Little Mix na escala dez do ARIA Singles Chart no país. Com um total de 18 certificados, se tornando o girl group com mais certificados na Austrália, ultrapassando as Spice Girls que apenas mantiveram um total de 16 certificados.

### 2016—2019:Glory DayseLM5
As integrantes deram entrevistas pré destacadas afirmando que o quarto álbum já estaria finalizado e que a faixa-título seria Shout Out To My Ex. Em setembro deste ano, Jesy Nelson destacou que desta vez o álbum voltaria à ter um som no estilo R&B próximo ao antigo álbum Salute. Fontes próximas confirmam que elas pretendem lançar o novo disco ainda este ano junto de seu primeiro e novo single que tem previsão de estreia para o dia 23 de outubro no evento britânico BBC Teen Awards onde seria sua primeira apresentação e divulgação ao vivo. Um suposto videoclipe da canção fora gravado em Alméria na Espanha mas nada ainda foi confirmado. Em 22 de setembro, Little Mix confirma participação como opening act na nova turnê de Ariana Grande, a Dangerous Woman Tour em 2017 onde ficaram do mês de fevereiro até abril.  "Pretendemos passar muito tempo na América ano que vem" relata Leigh. Canções como Touch e Shout Out To My Ex estariam entre escolha ao qual deverá ser o carro-chefe desta vez. 'É diferente de tudo que já fizemos", destacou Perrie Edwards. Em 5 de setembro a banda anunciou que sua segunda autobiografia se chamaria Our World,  e estaria disponível a venda no dia 22 junto de sua nova fragrância intitulada Wishmaker.No dia 16 de outubro Little Mix anuncia Shout Out To My Ex como o primeiro single do álbum Glory Days e assim o apresentaram pela primeira vez no programa musical The X Factor. Em menos de 4 dias de lançamento, o novo single conseguiu atingir o topo da parada britânica ficando em primeiro lugar por mais três semanas consecutivas, fazendo de Little Mix o primeiro grupo musical do X Factor a conseguir ter seus quatro singles no topos das paradas do Oficial Charts com mais de 95,000 mil cópias vendidas. O carro-chefe também conseguiu número um na Escócia. O videoclipe fora lançando oficialmente para o dia 21 de outubro.

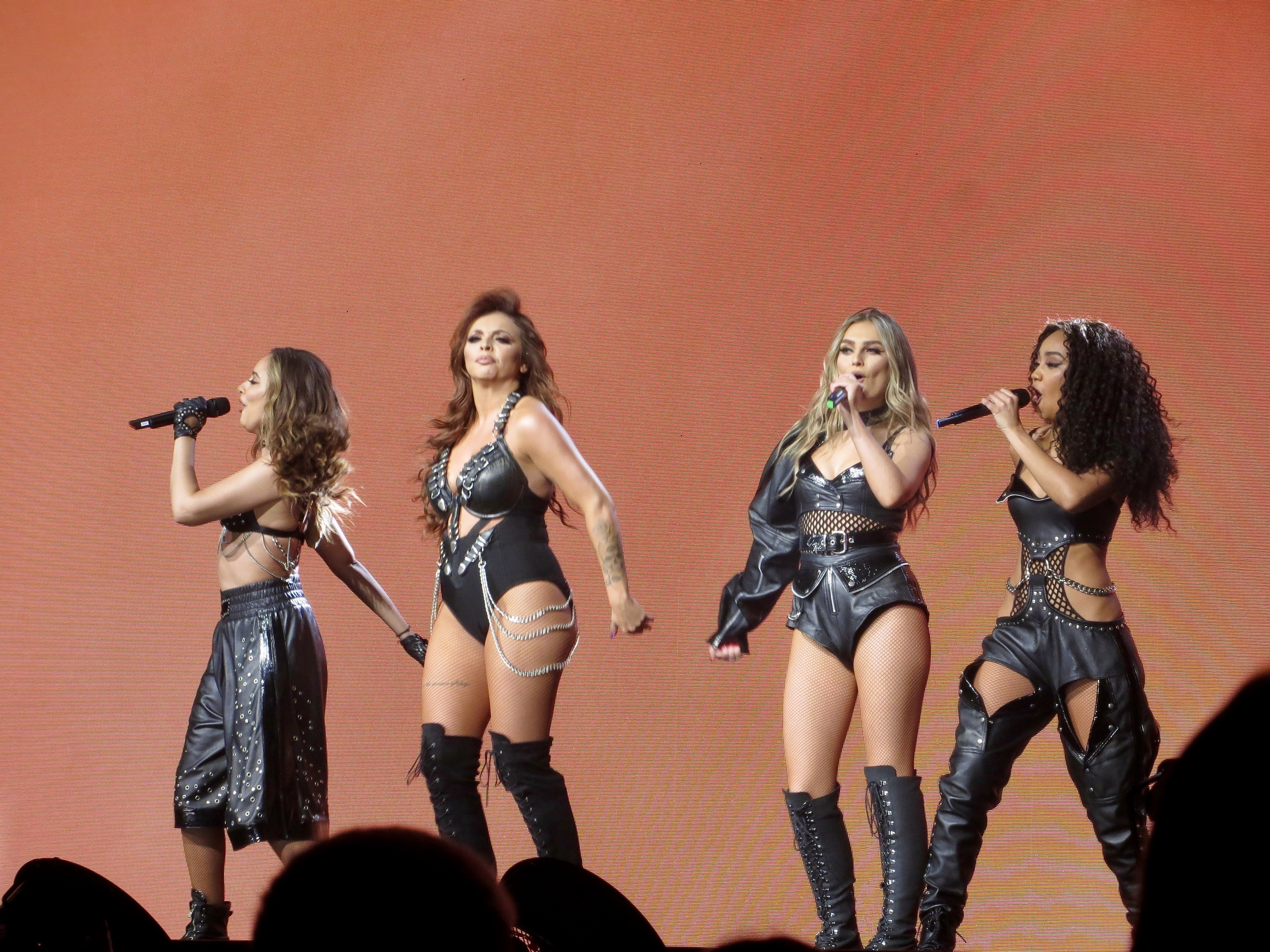
O grupo durante a The Glory Days Tour em 2017

Datas da nova turnê da banda The Glory Days Tour em sua parte no Reino Unido foram adicionadas para o final de 2017. O grupo também apresentou a canção no The X Factor Austrália e na versão italiana do programa. No Canadá, o single estreou no Canadian Hot 100 no número 37, tornando-se o primeiro top quarenta no país. Em 12 de dezembro Little Mix confirmou a canção Touch como o segundo single do quarto álbum. Este alcançou a terceira posição no Oficial Charts, decaindo semanas depois para a quinta posição.O segundo single Touch recebeu certificado de platina pela BPI. Na final do The X Factor, o grupo apresentou-se novamente ao lado de Charlie Puth com a música  promocional, Oops, junto de uma mistura com Touch. Seu quarto álbum de estúdio ficou por 5 semanas consecutivas em primeiro lugar fazendo de Little Mix a ter tido o maior número de semanas em #1 com seu álbum Glory Days sendo este, o álbum por um girl group britânico a ter conseguido ficar em primeiro lugar por mais de 13 dias neste milênio, quebrando o recorde anteriormente permanecido a Destiny's Child. O clipe de Touch fora liberado no dia 20 de janeiro de 2017 atingindo mais de 1 milhão de visualizações em menos de 24 horas.
Little Mix apresentou-se no Kid's Choice Awards com a canção Touch (tendo substituído algumas partes da canção por causa da faixa etária do evento), mais tarde tendo ganho o prêmio de Favorite Global Artist. O grupo foi indicado em três categorias ao Brit Awards, como Melhor Vídeo Clipe do Ano, Melhor Música e Melhor Grupo conseguindo vencer seu primeiro Brit Award como Melhor Música Britânica com "Shout Out To My Ex". Em 3 de março de 2017 o grupo anunciou a canção "No More Sad Songs" como terceiro single do álbum, desta vez, uma diferente versão da original contendo a participação do cantor norte-americano Machine Gun Kelly.
A primeira apresentação da canção foi oficialmente no BBC Radio 1's Big Weekend. No dia 26 de maio, Little Mix anunciou a canção Power como seu último e quarto single do álbum Glory Days. Desta vez, a canção contêm a participação do rapper inglês, Stormzy. O vídeo musical estreou no dia 8 de junho atingindo mais de três milhões de visualizações em seu primeiro dia e pegou seu décimo sétimo consecutivo single top 20 do UK Singles Charts. O clipe conteve participações especiais de Alaska Thunderf*ck, Courtney Act e Willam Belli do programa RuPaul's Drag Race. Mesmo não sendo single, a canção Oops recebeu mais tarde certificado de prata pelas 200 mil exemplares vendidos confirmados pela BPI. Não muito tempo depois, seu quarto álbum de estúdio, Glory Days foi certificado mais uma vez como platina pelas mais de 600 mil cópias físicas em solo inglês, sendo este, seu segundo álbum dupla platina após o Get Weird. Em 4 de junho o grupo foi convidado para apoiar a cantora norte-americana Ariana Grande em um show beneficente #OneLoveManchester devido ao ataque terrorista na cidade após um concerto da cantora de pop. O grupo apresentou seu primeiro single "Wings".
Tanto Little Mix como outras artistas participaram, Niall Horan, Katy Perry, Miley Cyrus, Take That, Robbie Williams, Justin Bieber, Pharrell Williams dentre vários outros. O grupo teve que cancelar sua apresentação com a música Power no programa Britains Got Talent em sua final, consequente a data do show beneficente que ocorreria no mesmo dia. Dando continuidade a sua turnê The Glory Days Tour que está prevista para acabar oficialmente em novembro de 2017 na O2 Arena em Londres, o grupo confirmou que já estaria trabalhando no início de seu quinto álbum no mês de agosto em uma entrevista na Nova Zelândia, em seguida, o grupo musical lançou uma versão diferente de Reggaetón Lento (Bailemos) da banda latino-americana CNCO, fazendo parceria com a boy band lançando remix. A nova versão da música teve estreia para o dia 18 de agosto do mesmo ano. No dia 7 de outubro o grupo confirmou a versão Glory Days: The Platinum Edition que estaria para pré-venda no dia 23 e será oficialmente lançado no dia 24 de novembro com três novas faixas inéditas, Dear Lover, Is Your Love Enough? junto de If I Get My Way . O grupo apresentou a canção Power e Reggaeton Lento (Bailemos) junto de CNCO na final do The X Factor 2017.
Em fevereiro, a girl band havia sido indicada para dois BRITs Awards com Touch (Best British Video Clip e British Single) mas acabou perdendo para o cantor Harry Styles com a música Sign of The Times. Em março de 2018, o grupo revelou que começou a trabalhar no quinto álbum de estúdio que estará previsto para estrear ainda neste ano junto com um suposto single que sairá em junho. Em julho de 2018 o grupo começou a sua primeira turnê em estádios pelo Reino Unido - com ingressos sendo esgotados em poucos minutos - terminando a mesma em agosto (Summer Hits Tour).
Antes de lançar o quinto álbum, no 18 de junho o grupo anunciou uma breve parceria oficial com o grupo norte-americano Cheat Codes com a música "Only You" (que é parte do álbum de compilação The Pool Party do mesmo que lançarão no mês de julho). A canção estreou no dia 22 do mesmo mês a meia noite nas plataformas digitais. Em agosto, Jade Thirlwall afirmou que o novo álbum seria oficialmente lançado em novembro e que apenas contaria com participações femininas. No dia 29 de setembro, o grupo anunciou que o mais novo single de seu quinto álbum se chamaria "Woman Like Me" com parceria exclusiva de Nicki Minaj. A canção foi mundialmente lançada no dia 12 de outubro. A canção estreou no topo do ITunes mundial. No dia 15 de outubro o quarteto anunciou através de suas redes sociais que seu quinto álbum de estúdio se chamaria "LM5" e que seria oficialmente lançado no dia 16 de novembro.

Little Mix compareceu ao Radio 1 Teen Awards onde apresentaram algumas de suas canções ganhando o prêmio de Melhor Grupo Britânico (Best British Group), sendo este, seu terceiro prêmio da cerimônia. Little Mix lançou o vídeo clipe oficial no dia 25 de outubro, em menos de um dia chegando a mais de 5 milhões de visualizações, logo após pegou a posição número cinco no UK Singles Charts mais tarde subindo para a sua posição mais alta, número 2. Em 28 de outubro Little Mix apresentou-se no The X Factor UK, cantando "Woman Like Me" pela primeira vez no programa sem a presença de Nicki Minaj - apenas com seus vocais inclusos. No dia 4 de novembro Little Mix fez sua estreia oficial no palco do MTV Europe Music Awards, apresentando-se ao lado de Nicki Minaj pela primeira vez com Woman Like Me, ganhando mais tarde seu terceiro EMA por Best UK & Ireland Act. Em 9 de novembro de 2018, Little Mix anunciou sua saída de sua antiga gravadora Syco Music, fazendo agora parte da RCA Records. Em 16 de novembro, durante o lançamento de LM5, o grupo lançou um vídeo visual para a canção Strip junto de Sharaya J e More Than Words com sua coprodutora Camile Purcell, sendo estes apenas singles promocionais. Em seu lançamento oficial, seu quinto álbum vendeu mais de 57 mil cópias em solo britânico, com vendas puras abaixo de 43 mil acuando-se na posição número três. O álbum recebeu certificado de ouro mais tarde por vendas acima de 100 mil cópias pela BPI. Em nove de de dezembro, o Little Mix se apresentou no Capital's FM Jingle Bell Ball como a atração da noite, cantando suas canções de sucesso dentre estas: Power, Secret Love Song, Touch, Woman Like Me, Only You e Black Magic. Little Mix havia sido confirmado como uma das principais atrações do Rock In Rio 2019 mas o grupo nunca confirmou.

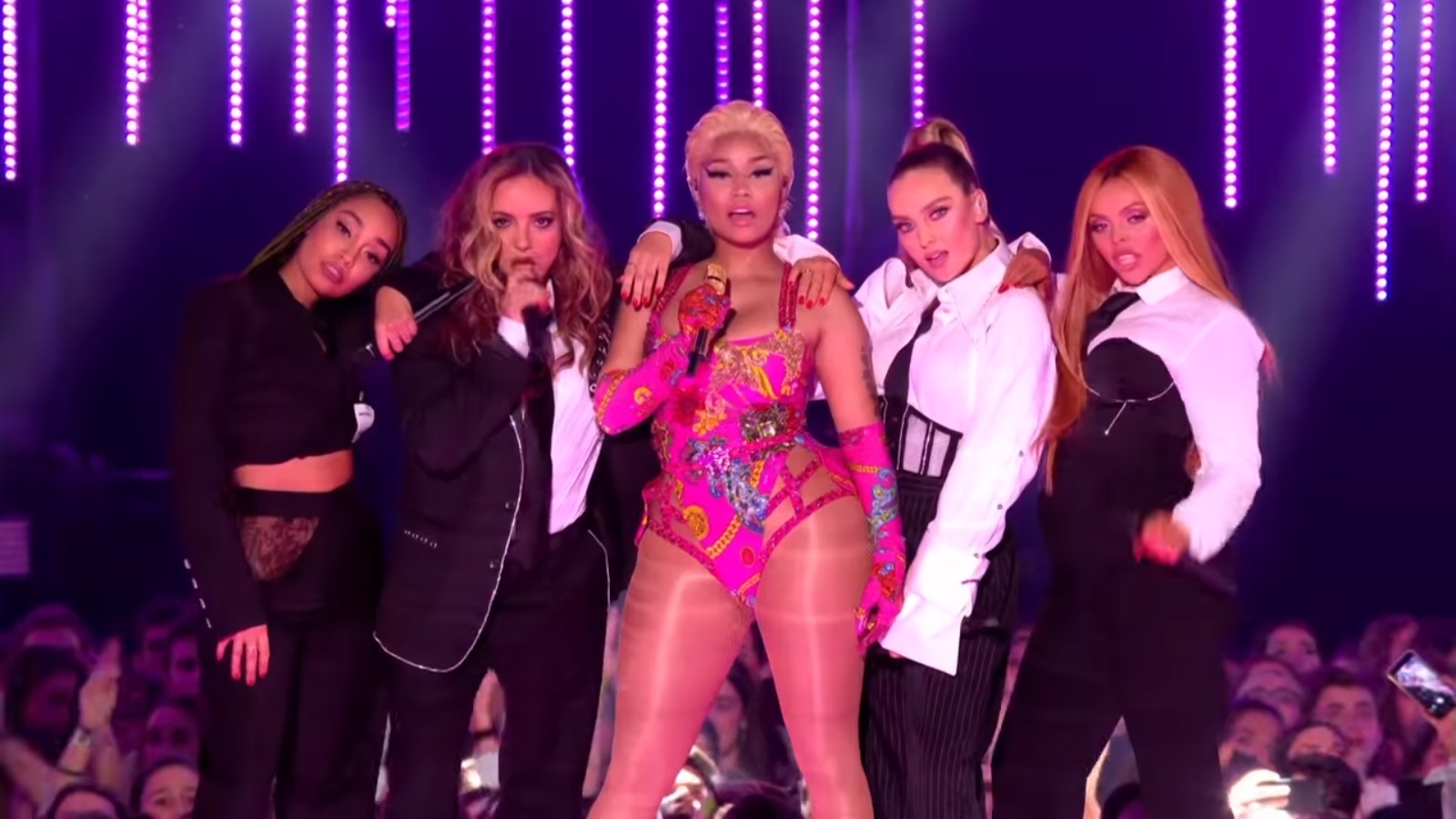
Little Mix apresentando-se no MTV Europe Music Awards com a canção "Woman Like Me" ao lado de Nicki Minaj no ano de 2018.

Mais tarde seu single de estreia "Woman Like Me" ganha certificado de ouro no Reino Unido por expedições acima de 400 mil vendas no país. Não muito tempo depois o vídeo clipe oficial ultrapassou a marca de 100 milhões de visualizações em menos de dois meses de lançamento. No mesmo ano, Little Mix anunciou sua sexta turnê, a LM5 The Tour — que passará pela Europa, Ásia e Oceania. No dia 14 de dezembro de 2018 o grupo se apresentou no programa The Graham Norton Show com a canção 'Think About Us' que será possivelmente seu segundo single. Em 12 de janeiro de 2019 o Little Mix segue indicado novamente para o The Brit Awards nas categorias de British Group e Video of The Year com 'Woman Like Me'. Agora com exatas 9 indicações no total, o grupo empata com as Spice Girls que também mantiveram um total de 9 indicações sendo os dois grupos femininos britânicos com mais indicações na história da premiação.
Pela terceira vez o Little Mix é confirmado como uma das atrações do Brit Awards 2019. Em 22 de janeiro o quarteto anuncia o segundo single do LM5, a canção "Think About Us" através de suas redes sociais. Desta vez com a participação especial do rapper norte-americano Ty Dolla Sign. A canção foi lançada oficialmente no dia 25 de janeiro, com o videoclipe oficial confirmado para o dia 1 de fevereiro. Mais tarde o próprio vídeo clipe teria sido adiado pela antiga gravadora. O clipe fora lançado oficialmente no dia 15 de fevereiro. No dia 20 do mesmo mês, o grupo atende pela sexta vez no Brits Awards vencendo o prêmio de Best British Video of The Year com 'Woman Like Me', um feito que só All Saints tinha conseguido em 1998. Em 7 de março de 2019, Little Mix comparece pela segunda vez no Global Awards (premiação britânica que elege os melhores artistas britânicos e internacionais), onde receberam dois prêmios sendo estes, Best Song e Best Group.

No dia 28 de março o quarteto foi visto em um estúdio em Los Angeles, possivelmente gravando seu suposto sexto álbum de estúdio ao lado de produtores musicais como Kuk Harrell, Simone Torres e Jozzy.

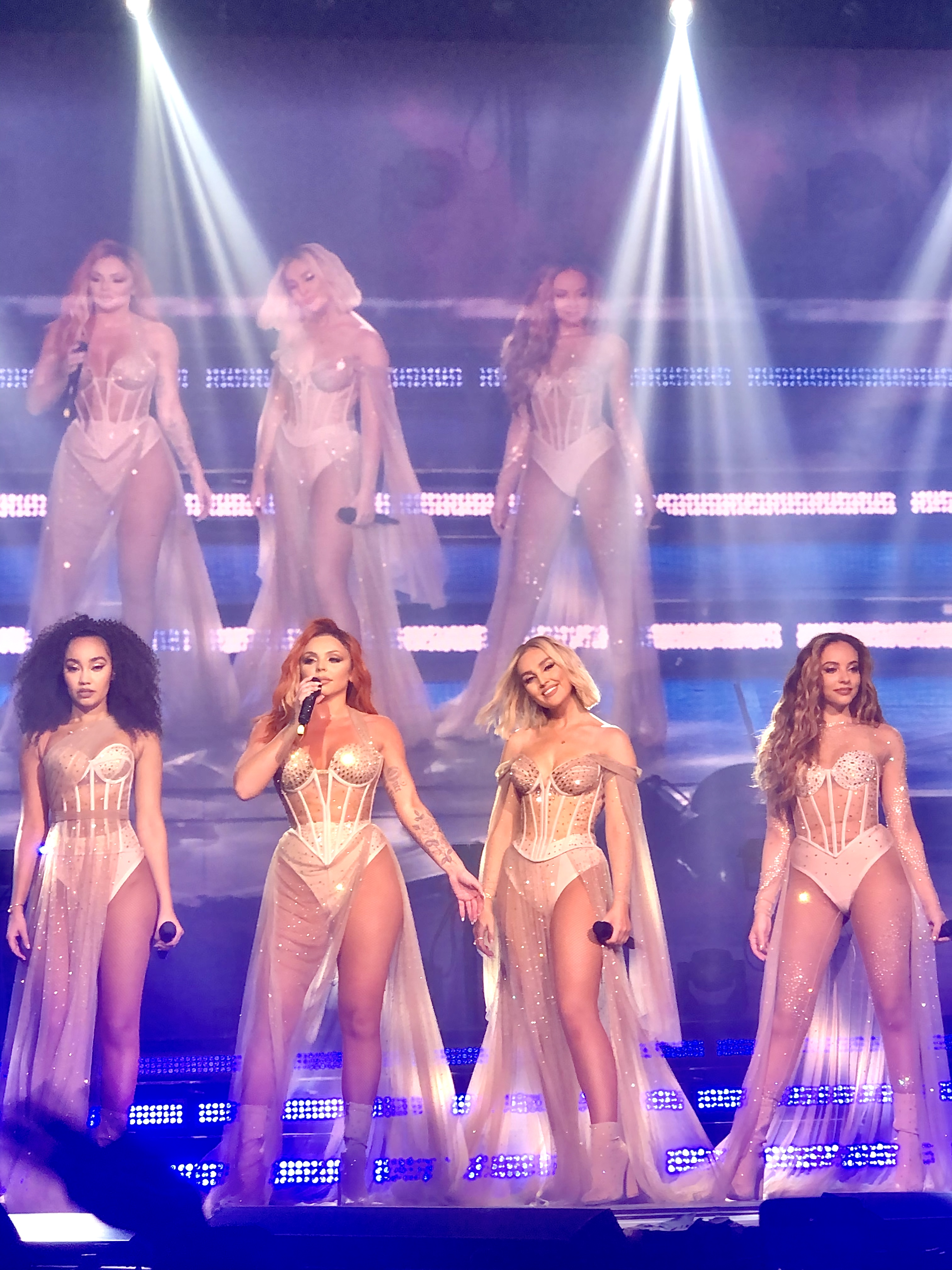
O quarteto se apresentando em sua quinta turnê LM5 The Tour em Paris, França no ano de 2019

Em maio de 2019 o grupo anunciou um suposto novo single, com uma letra da música revelada, Steady...Are You Ready? que possivelmente, será oficialmente lançado no mês de junho. Uma prévia  da canção foi mostrada no BBC 1 Big Weekend. O quarteto trabalhou com o produtor norte-americano Kuk Hurrell, que é bastante conhecido por ter produzido famosas canções de cantoras internacionais sendo estas: Beyoncé, Rihanna, Mariah Carey e Céline Dion. No dia 29 de maio, a girl group anuncia seu mais novo single intitulado Bounce Back que tem estreia oficial para o dia 14 de junho. A canção foi lançada na semana seguinte, junto de um vídeo clipe extra tendo sido gravado no final de maio. A música estreou na posição número 10 na UK Singles Charts e o número 2 na Escócia tendo sido certificado como prata pelas expedições acima de 200 mil cópias através da BPI. No dia do lançamento o quarteto se apresentou no BBC The One Show. No dia 19 de junho, o Little Mix se apresenta no The Late Late Show with James Corden com a música Bounce Back. O quarteto se apresentou no The Voice Australia e The Voice Kids UK para promover o single. A partir de setembro de 2019, Little Mix começou a sua sexta turnê intitulada LM5 The Tour passando desta vez apenas pela Europa e Oceania. Neste mesmo ano, o Little Mix anuncia seu primeiro reality show em parceria com a BBC (maior canal de TV e comunicação do Reino Unido) para procurar um grupo com o intuito de ser um ato de abertura em sua turnê no próximo ano, a Summer Hits Tour de 2020.

### 2020—2022:Confetti, Little Mix: The Searche pausa indefinida após turnê
Em 15 de janeiro de 2020, a Little Mix confirma sua vinda ao Brasil pela primeira vez. A girl band se apresenta no festival "GRLS", como uma das principais atrações do segundo dia do evento, que ocorreu nos dias 7 e 8 de março no Memorial da América Latina, em São Paulo. No dia 27 de março de 2020, a girl band anunciou seu mais novo single intitulado Break Up Song, o primeiro single que constitui seu sexto álbum de estúdio "Confetti". Em 24 de julho de 2020, o segundo single do álbum, "Holiday", foi lançado. Mais tarde consegue certificado de prata pela BP pelas mais de 200 mil expedições em solo inglês.

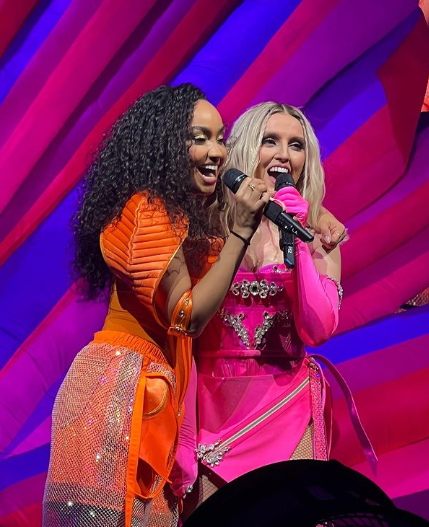
Leigh-Anne e Perrie em 2022.

Em 9 de setembro de 2020, o grupo anunciou que seu reality show - Little Mix: The Search - teria sua estreia dupla na BBC One marcada para os dias 26 e 27 de setembro do mesmo ano. No programa, que visa encontrar um novo grande grupo do Reino Unido, são selecionados candidatos dentre milhares de inscritos aptos a compor diferentes grupos de diferentes estilos musicais e com composições mistas ou não. Após diversas fases eliminatórias em estúdio e ao vivo, o grupo vencedor, Since September, abrirá a próxima turnê da girlband no ano de 2022, nos meses de abril e maio. Devido a enorme quantidade de casos do Covid-19, a banda adiou a turnê para 2022 sem datas previstas.
Em 16 de setembro de 2020, foi anunciado o lançamento de seu sexto álbum de estúdio, "Confetti", lançado no dia 6 de novembro de 2020. Em menos de um mês, o álbum ganhou certificado de prata pela BPI pelas 60 mil cópias vendidas - incluindo streams e downloads. O carro-chefe, Sweet Melody mais tarde, ganhou certificado de p pela BPI. Em novembro grupo apresentou-se no programa The Jonathan Ross Show para promover a música, assim como no MTV Europe Music Awards, onde foram apresentadoras - ganhando mais dois prêmios na cerimônia. No dia 13 de dezembro, Leigh-Anne, Perrie e Jade apresentaram Break Up Song na final do Stricly Coming Dancing.

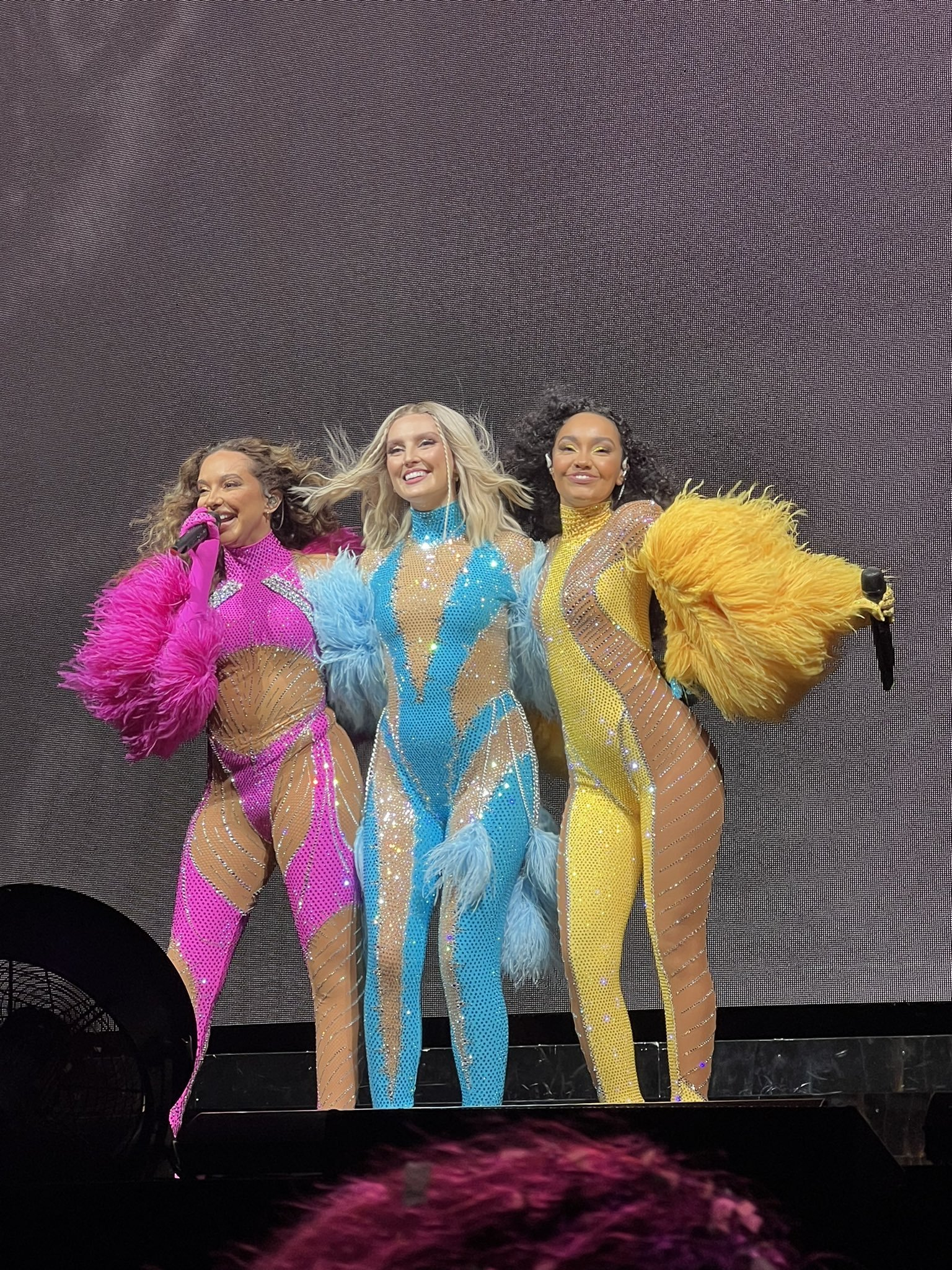
O grupo durante a The Confetti Tour em Cardiff no ano de 2022.

No dia 14 de dezembro do mesmo ano, é declarado que a integrante do quarteto, Jesy Nelson está deixando a Little Mix para cuidar de sua saúde mental. A cantora já não se apresentava boa, depois de ter tido ataques de ansiedade durante o começo da divulgação do novo álbum. A cantora se pronunciou através de um post no Instagram. Logo após, Leigh-Anne Pinnock, Perrie Edwards e Jade Thirlwall confirmam que seguirão apenas como um trio. Mais tarde, o single, Sweet Melody alcança a posição número 1 na UK Singles Charts, ficando apenas por 2 semanas consecutivas. Este, se torna o quinto número um da girl band em seu país natal tornando-se a terceira girl group britânica com cinco singles número #1 na parada britânica, ficando apenas atrás de All Saints e Spice Girls. Em janeiro de 2021, a música ganha também certificado de ouro pela BPI pelas 400.000 cópias vendidas em solo inglês. Ainda no começo desse ano, as garotas revelaram planos para lançar agora músicas como um trio. Em 11 de maio de 2021, Little Mix fez história no Brits Awards, ao serem a primeira girlband britânica a vencer a categoria British Group.
Agora, o grupo acumula 3 vitórias na cerimônia de premiação. No mesmo ano, a girlband revela lançamento mundial de seu single Heartbreak Anthem com DJ francês David Guetta e Galantis para o dia 22 de maio. 
No dia 23 de julho do mesmo ano, a banda feminina lança seu novo single ao lado da cantora Anne-Marie intitulado Kiss My Uh-Oh de seu segundo álbum de estúdio Therapy. A canção conseguiu alcançar a quinta posição no ITunes Worldwide Charts. No dia 29 de julho do mesmo mês, é revelada as estátuas de cera do grupo no museu britânico Madame Tussauds, em comemoração aos 10 anos de carreira e por sua tamanha ascensão desde então, juntando-se a artistas como Freddie Mercury, Michael Jackson, David Bowie, Elton John, Madonna, Lady Gaga e The Beatles entre outros. O trio - agora, Jade Thirlwall, Perrie Edwards e Leigh-Anne Pinnock fazem história na UK Singles Charts, mantendo-se por mais de 100 semanas consecutivas na décima escala da parada musical, tornando-se a primeira girl group a conseguir tal feito.
Logo após, seu single Heartbreak Anthem é certificado ouro pela BPI com mais de 300 mil cópias vendidas. No dia de seu aniversário de dez anos de carreira, a banda feminina anuncia seu primeiro álbum de coletâneas com os maiores sucessos de sua discografia intitulado Beetwen Us que estará com estreia programada para o dia 12 de novembro deste mesmo ano. Antes, no dia 19 de agosto, a banda lança seu primeiro single como um trio Love (Sweet Love) - sendo esta, a primeira canção de Between Us. Logo após é revelado mais duas faixas inéditas sendo estás Cut You Off e Trash. Mais tarde seu single Confetti é certificado como ouro pelas 300 mil expedições em solo britânico através da BPI. Em dezembro de 2021 o grupo feminino recebe indicação nas categorias de Melhor Grupo e Melhor Musica Internacional do Ano no Brits Awards. O grupo anunciou que após a The Confetti Tour em 2022 (entre maio e abril) elas darão uma pausa indefinida no grupo para focarem em projectos solos.

## Integrantes

Perrie Louise Edwards.

### Perrie Edwards
Perrie Louise Edwards nasceu no dia 10 de julho de 1993, e foi criada em South Shields, Tyne and Wear, ao lado de seus pais Alexander Edwards e Deborah Duffy. Ela tem um irmão mais velho Jonnie, e uma jovem meia-irmã chamada Caitlin Edwards, por parte de pai. Em sua primeira audição cantou "You Oughta Know" de Alanis Morissette. Edwards estudou na Radipole Primary School em Weymouth, Dorset antes de mudar-se de volta para South Shields. Ela terminou seu estudo fundamental na St. Peter and Paul RC Primary School, em South Shields, e iniciou seu ensino médio na Mortimer Community College, também South Shields, por cinco anos. Edwards foi transferida e graduada no Newcastle College, onde ela recebeu um diploma por música e artes.

### Jesy Nelson

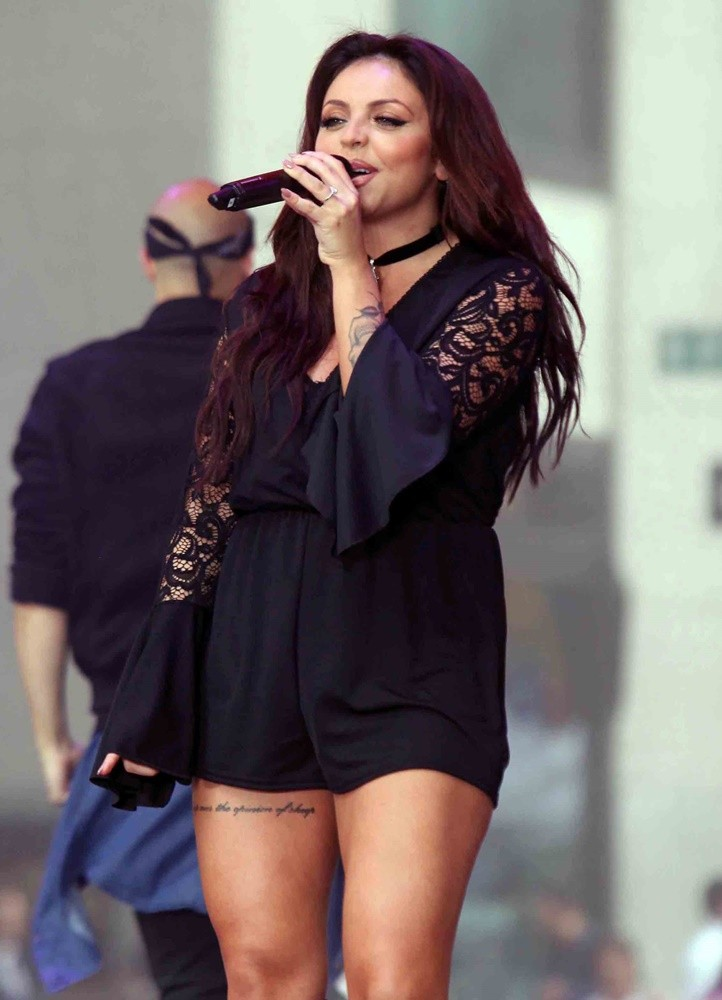
Jessica Nelson.

Jessica Louise Nelson nasceu no dia 14 de junho de 1991, em Romford, Essex, no sul de Londres. Seus pais são Janice White e John Nelson. Ela tem uma irmã mais velha chamada Jade e mais dois irmãos, Joseph e Jhonatan. Em sua primeira audição ela cantou "Bust Your Windows" de Jazmine Sullivan. Em 2011 a cantora foi alvo de assédio virtual (cyberbullying) por conta de seu peso, em seguida ela declarou: "Nunca perderia peso por causa de críticas". Nelson estudou na secondary school Jo Richardson Community School e Abbs Cross Academy, Arts College (em Hornchurch, Essex). O grupo anunciou a saída oficial de Jesy em dezembro de 2020. A própria Jesy também postou um comunicado de sua saída e agradecimento a seus fãs em seu Instagram.

### Leigh-Anne Pinnock

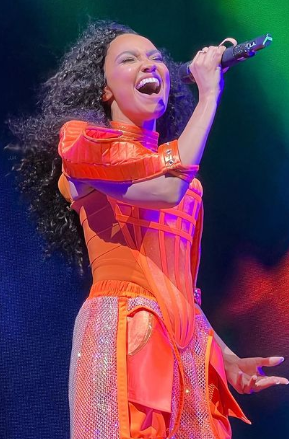
Leigh-Anne Pinnock.

Leigh-Anne Pinnock nasceu no dia 4 de outubro de 1991, em  High Wycombe, Buckinghamshire. A cantora é descendente de barbados e jamaicanos. Filha de John L. Pinnock e Deborah Thornhill, que separaram-se em 2008 e se divorciaram em 2009. Seu pai é mecânico e ex boxeador, e sua mãe professora em Hayes, Middlesex. Leigh tem duas irmãs mais velhas, Sairah e Sian-Louise. Sairah é casada e tem um filho, Kallum. Quando criança, Leigh tinha um karaoke e fingia com sua irmã Sarah, que era uma das integrantes da Spice Girls. Antes de se juntar ao grupo, Pinnock trabalhou como uma garçonete no Pizza Hult. Em sua primeira audição cantou Only Girl In (The World) de Rihanna. Em dezembro de 2015, Pinnock iniciou sua carreira no ramo da moda.

### Jade Thirlwall
Jade Amelia Thirlwall Badwi nasceu no dia 26 de dezembro de 1992, e foi criada em  South Shields, Tyne and Wear. Ela é de ascendência egípcia e iemenita por parte de mãe. Thirlwall fez duas audições no The X Factor em 2008 e 2010 mas acabou por ter sido eliminada na fase Bootcamp. Ela graduou-se na escola de artes de South Tyneside College. Ela revelou na segunda auto-biografia do grupo, Our World, que ela lutou contra anorexia nervosa depois de ter sofrido bullying, e como consequência no falecimento de seu avô. Jade é uma apoiadora da comunidade LGBT, considera RuPaul sua maior influência. 

## Características musicais

### Estilo musical e letras
Little Mix é originalmente um grupo de R&B que geralmente usa variados gêneros, como synthpop, pop, hip-hop, trap, doo-wop e dance-pop. Depois de alguns anos o grupo estabeleceu seu gênero musical mais para o dance e eletronic pop.
O grupo trabalhou em seu álbum de estreia, DNA, que foi lançado em 19 de novembro de 2012. Sua faixa "Wings" é uma música de bubblegum-pop e R&B com elementos da música dos anos 90. Liricamente, trata-se de auto-capacitação e auto-confiança além de poder de uma mãe. A faixa-título tem uma sensação gótica com a qual Little Mix exibe um lado mais sombrio para suas personalidades. O grupo trabalhou com o ex-membro Girls Aloud, Nicola Roberts, no "Going Nowhere" inspirado no acústico e físico, apresentou Missy Elliott na versão única do pop-funk track "How Ya Doin'?". A última pista contém duas amostras: "Help Is On the Way", composta por James Stanley Carter e "Name and Number", escrito por Curiosity Killed the Cat.
O segundo álbum de estúdio da Little Mix, Salute, foi lançado em 8 de novembro de 2013. O grupo declarou anteriormente em março que o projeto seria mais influenciado pelo R&B do que seu álbum anterior. "Move" foi lançado como single principal e descrito pelo escritor da Digital Spy, Lewis Corner, como a criação de sua nova direção criativa urbana "bem". A faixa-título faz uso de uma sirene de Blitzkrieg em sua composição, enquanto que liricamente promove a autoaceitação das mulheres. "Nothing Feels Like You" adota uma sensação de carnaval enquanto "Good Enough" é uma balada de piano que lida com o processo de ser rejeitado por alguém com ao qual você está relacionado emocionalmente. A crítica do The Guardian, Harriet Gibsone descreveu "Boy" como uma interpretação renovada de uma das músicas da boyband NSYNC em 2001, "Gone". Em março de 2014, o grupo lançou uma capa do único single "Word Up!" de Cameo em 1986 que seria para o Sport Relief de caridade único.
Get Weird, seu terceiro álbum, foi lançado no dia 6 de novembro de 2015. Com a exceção da trilha de "trapaça" de "Lightning", viu o grupo retornar ao estilo de música pop, embora tenha sido notado por seu tom sexualizado. A música "A.D.I.D.A.S." é um acrônimo para "All Day I Dream About Sex" e alude ao ato sexual de cunnilingus e relativo em suas letras. Também analisa a linha de "amor e emoção calorosa" de "Hold On, We're Going Home", interpretado por Drake; ele, juntamente com os outros compositores da música, Noah "40" Shebib, Majid Al Maskati, Jordan Ullman e Anthony Jeffries, receberam créditos de composição como resultado. "Love Me Like You" é uma faixa retro-Motown que lembra o trabalho de Shadow Morton.
O escritor da NME, Nick Levine, observou que a letra "He was just a dick and I knew it " em "Hair", também "You thought that you can handle me" na música Grown, foram dois exemplos de muitas faixas "impertinentes" em Get Weird. Em seu quarto disco (Glory Days), o grupo mudou totalmente a forma de influências de seu último disco recém-lançado. Desta vez, o disco coeso, confiante, cheio de energia e o mais maduro do grupo. Musicalmente, é um registro pop e R&B, porém, com algumas influências de outros gêneros, como hip-hop, trap e EDM. Nem todas as 12 faixas atingem um pico memorável, mas, no geral, é um álbum muito doce e agradável. O quarteto começou a afastar-se de seu status de boa moça e passou a desenvolver um som mais arriscado. Por este motivo, “Glory Days” pode ser considerado uma nova fronteira para o Little Mix. “Get Weird” fez uma mistura sólida de produções R&B e pop retrô, mostrando a versatilidade do grupo. “Glory Days” tem uma diferença significativa de “Get Weird”, uma vez que apresenta um som mais synthpop e dance. De qualquer maneira, o estilo retrô do “Get Weird” ainda permanece intacto. Os temas do “Glory Days” são mais maduros do que os dos álbuns anteriores, enquanto exploram empoderamento e a importância do amor próprio.
O jornal The Guardian chamou-o de "perfeição do pop", dando ao álbum quatro de cinco estrelas. Em outra crítica positiva, o website, Digital Spy escreveu "Little Mix lançaram juntas o seu álbum mais pessoal, sem sacrificar grandes ganchos, um objetivo final, sensibilidade pop e muita atitude atrevida." O artigo continua dizendo "Glory Days soa quatro jovens se juntarem com um vínculo muito real, tornando sua mensagem ainda mais credível." O site "The Evening Standard" elogiou Little Mix por sobreviver com seu quarto álbum de estúdio, escrevendo "Glory Days basicamente adere à sua fórmula vencedora", e adiciona, "o quarteto tem esculpido um nicho pop para si." O Digital Spy considerou o Glory Days como o 12° melhor álbum do ano de 2016. De acordo com Will Hodgkinson do The Times, "Little Mix colocou o pop no seu devido lugar, a rua principal"; ainda dizendo que o grupo, com seu quarto álbum, alcançava algo próximo a autenticidade.
É uma música muito sexy, energética e reminiscente do começo dos anos 2000. As batidas, sem dúvida, nos fazem lembrar de algumas músicas do passado de Christina Aguilera e Janet Jackson. Em seguida, acontece uma transição inesperada para os anos 80, quando a faixa “Nothing Else Matters” aparece. Uma canção decente e com um bom refrão, que concentra-se em temas importantes, como amor, amizade e felicidade. Este álbum é definitivamente muito mais pessoal do que outros, e podendo muito bem ser considerado o seu melhor trabalho até à data. Little Mix ainda consegue entregar grandes versos e canções pop mainstream cheias de atitude, confiança e personalidade. Certamente, é um álbum voltado para as rádios e o consumo popular, mas feito de uma forma bastante interessante e bem organizada.

#### Influências
O grupo citou que se influenciam por artistas como Michael Jackson, Beyoncé, The Supremes, En Vogue, Spice Girls e TLC.

## Filmografia
| Ano  | Nome                            | Papel          | Notas                                | Ref.    |
| ---- | ------------------------------- | -------------- | ------------------------------------ | ------- |
| 2011 | The X Factor                    | Elas mesmas    | Vencedoras.                          | [ 246 ] |
| 2017 | Glory Days: The Documentary     | Elas mesmas    | Documentário da turnê e de projetos. | [ 247 ] |
| 2019 | Celebrity Gogglebox             | Elas mesmas    | Episódio 1                           | [ 248 ] |
| 2019 | Eat In with Little Mix          | Elas mesmas    | Web série                            | [ 249 ] |
| 2019 | Jesy Nelson: Odd One Out        | Elas mesmas    | Documentário                         | [ 250 ] |
| 2020 | Little Mix The Search           | Juradas        | Reality musical                      | [ 251 ] |
| 2020 | One World: Together at Home     | Elas mesmas    | Especial de televisão.               | [ 252 ] |
| 2020 | 2020 MTV Europe Music Awards    | Apresentadoras | Também se apresentaram na cerimônia. | [ 253 ] |
| 2020 | How to Be Anne-Marie            | Elas mesmas    | Documentário                         | [ 254 ] |
| 2020 | LM5: The Tour Film              | Elas mesmas    | Filme da turnê.                      | [ 255 ] |
| 2021 | Leigh-Anne: Race, Pop and Power | Elas mesmas    | Documentarário                       | [ 256 ] |

## Publicidades

### Little Mix Uncancelled
Depois que a turnê de verão 2020 do Little Mix foi cancelada devido à pandemia de COVID-19, em 30 de julho de 2020 o grupo anunciou em suas redes sociais que faria um show virtual, intitulado Little Mix Uncancelled (estilizado como Little Mix UNCancelled). Em 21 de agosto de 2020, o grupo realizou o concerto na Knebworth House, onde também filmaram seu videoclipe "Woman Like Me" em 2018. O concerto apresentou a estreia ao vivo de "Break Up Song" e "Holiday". Elas também tem duas performances exclusivas no Compare The Market. Little Mix Uncancelled foi nomeado para o 2020 MTV Europe Music Awards de Melhor Ao Vivo Virtual, uma categoria especial criada como resultado da pandemia COVID-19.

### Little Mix: The Search
Em 17 de outubro de 2019, foi anunciado que o grupo iria lançar uma série de talentos na BBC One intitulada Little Mix The Search, na qual eles criariam e orientariam novas bandas, com os vencedores se juntando a eles em sua turnê de verão 2020. A estreia da série estava programada para abril de 2020, mas foi adiada devido à pandemia do coronavírus de 2019-2020. Ele começou a ser exibido em 26 de setembro de 2020, com o vencedor definido para apoiar o grupo em seu Confetti Tour em 2022.

### Produtos
Em maio de 2012, Little Mix lançou um pacote Union Flag-Tematic realizada na loja Mundial da M&M em Londres. Naquele ano elas também lançaram sua primeira auto-biagrafia, chamado Ready To Fly. O título é uma referência a sua estreia como individuais. O livro foi publicado pela HarperCollins e documenta a viagem do grupo desde a audição para o X Factor. O grupo assinou um acordo conjunto com a fabricante de brinquedos Vivid e música Merchandiser Bravado para lançar uma gama de produtos, incluindo bonecas, quebra-cabeças, acessórios e jogos.
Durante 2012, Little Mix também revelou gama de roupas infantis com varejista de roupas Primark. A linha é destinada aos 7-13 anos de idade e é composto por acessórios, camisetas, perneiras e vestuário de noite. Naquele ano o grupo também lançou uma gama de pregos e envoltórios de unhas em parceria com toque elegante e New Look. No início de 2014, Little Mix lançou sua nova gama de unhas com toque elegante como um resultado do sucesso anterior. Em setembro de 2013, Little Mix lançou sua primeira linha de maquiagem com a Collection. Em junho de 2015, Little Mix lançou sua fragrância de estreia Gold Magic. Em dezembro de 2015, foi anunciado que Little Mix seriam as novas embaixadoras globais para as mulheres da marca de fitness USA Pro. Elas desenharam sua própria coleção para a marca. Em 2016, Little Mix lança sua segunda fragrância chamada Wishmaker junto também de sua segunda auto biografia chamada Our World (em português: Nosso Mundo). Em agosto de 2018, Little Mix lança mais um perfume, chamada Style sua terceira fragrância de sua linha de cosméticos. Em 2017, sua terceira fragrância, "Wishmaker Party Edition" também foi lançada. Em 2018, Little Mix firmou parceria com a marca de xampu Colab. Mais tarde naquele ano, a Little Mix lançou uma edição limitada de produtos para a pele em parceria com a Simple, uma marca de cuidados com a pele da Uniliver, com o grupo envolvido na criação das embalagens dos produtos. A parceria da Little Mix com o Simple continuou em 2019 e 2020, continuando em parceria com a instituição de caridade anti-bullying Ditch the Label, e tem como objetivo combater o bullying online. O grupo também lançou a campanha 'Choose Kindness' com esta última em conjunto com uma nova linha de cuidados com a pele. Em setembro de 2018, a Little Mix lançou sua segunda linha de maquiagem, LMX Beauty em Boots UK. Em 7 de novembro de 2019, a Little Mix lançou sua primeira coleção de roupas com PrettyLittleThing.

### Filantropia
Little Mix participou da gravação do X Factor de 2011 caridade junto com os finalistas do X Factor 2011 e competidores do X Factor anteriores JLS e One Direction. Fizeram o hit de 1978 "Wishing on a Star" por Rose Royce. Todas as receitas do single foi para a caridade das crianças Together para curtas vidas, que fornece assistência e apoio contínuo para a sério e terminal mente crianças doentes, os jovens e as suas famílias a partir do momento do diagnóstico. A canção estreou no número um na parada de singles do Reino Unido com vendas na primeira semana de 98,932 cópias. Em 2012, a banda se apresentou seu single "Change Your Life" nas Children In Need 2012 mostram apelo broadcast, ajudando a aumentar mais de £26.757.446 para a causa que ajuda crianças desfavorecidas no Reino Unido.
Little Mix também apareceu nas duas partes de concertos de caridade Children in Need em2013 para arrecadar dinheiro para a campanha, realizando um medley de seus singles "Change Your Life", "DNA" e "Wings". Elas apresentaram-se ao lado de Kings of Leon, Ellie Goulding, Robbie Williams e outros artistas. O concerto foi transmitido na BBC One, durante as Children In Need.
Em março de 2014, Little Mix uniram-se com BeatBullying, a maior organização anti-bullying na Europa. O quarteto está apoiando a campanha anti-bullying "The Big March" e o projeto #DeleteCyberbullying. A campanha está incitando a Comissão Europeia a introduzir novas leis para proteger as crianças de bullying e cyberbullying, por 77 milhões de euros (£57m) a serem reservados para os serviços que os protegem e para um dia anual da consciência para promover o movimento. Em março de 2014, Little Mix lançou uma capa de single de Cameo, Word Up! como o single oficial para o Sport Relief 2014. Elas se apresentaram ao vivo durante o telethon Sport Relief, levantando um recorde de £51.242.186, na noite que foi transmitido. O grupo também visitou a Libéria para testemunhar o bom trabalho pago pelas doações Sport Relief. Cada membro gravou um diário em vídeo em que elas visitaram hospitais locais e assim descreveram as suas experiências.

## Discografia
- DNA (2012)
- Salute (2013)
- Get Weird (2015)
- Glory Days (2016)
- LM5 (2018)
- Confetti (2020)

### Álbuns de compilação
- Between Us (2021)

## Turnês
- The DNA Tour (2013)
- The Salute Tour (2014)
- The Get Weird Tour (2016)
- The Glory Days Tour (2017)
- The Summer Hits Tour (2018)
- LM5 The Tour (2019)
- The Confetti Tour (2022)

### Cancelados
- Summer Hits Tour  2020 - cancelado devido ao COVID-19

### Suporte
- The X Factor Live Tour (2012)
- The Neon Lights Tour (2014)
- Dangerous Woman Tour (2017)

### Aparição especial
- Taylor Swift – The 1989 World Tour (2015)[275]

## Impacto e legado
Little Mix foram descritas como um dos melhores grupos femininos de todos os tempos e o maior grupo feminino do mundo muitas vezes. São elogiadas por suas harmonias de grupo e apresentações excêntricas de palco. Elas são um dos grupos femininos que mais vendeu discos de todos os tempos, com vendas em uma estimativa de 65 à 75 milhões de discos globalmente e mais de 12 bilhões de streams em todo o mundo. Little Mix é um dos grupos femininos mais transmitidos no Spotify e é o primeiro grupo feminino a ter vários álbuns atingindo mais de um bilhão de streams combinados na plataforma. No Reino Unido, elas venderam mais de 29 milhões de singles e 4 milhões de álbuns e alcançaram 30 singles no Top 40 no UK Singles Chart, incluindo cinco singles número um. De acordo com o UK Charts, Little Mix é o grupo feminino que mais vendeu singles no Reino Unido com base nas vendas de canções além de serem o grupo feminino com mais certificações em platina no país. Little Mix foi o primeiro grupo e único grupo feminino a ganhar a versão britânica do The X Factor, e sua vitória marcou a primeira vez que um grupo feminino ultrapassou a sétima semana de shows ao vivo.
O grupo, desde então, marcou o maior número de singles número um de um ato vencedor do show. Seu segundo single "Wings" fez delas as terceiras vencedoras do The X Factor UK a conseguir colocar um single de vitória com um segundo single número um nas paradas. Elas são o primeiro grupo feminino britânico a ter seus três primeiros álbuns estreando no top quinze da Billboard 200. No Reino Unido, elas são o primeiro grupo feminino a marcar cinco álbuns de estúdio entre os cinco primeiros na parada de álbuns do Reino Unido. 
Seu terceiro álbum de estúdio, Get Weird, é um dos álbuns de grupos femininos que mais durou nas paradas do Reino Unido. Seu quarto álbum de estúdio, Glory Days, fez delas o oitavo grupo feminino na história a alcançar um álbum número um na parada de álbuns do Reino Unido. Tornou-se o álbum número um mais vendido por um grupo feminino em 15 anos, desde Survivor das Destiny's Child, e conquistou a maior venda de álbuns no Reino Unido na primeira semana para um grupo feminino desde Spiceworld. O álbum passou cinco semanas no número um, passando em um maior espaço de tempo no topo por um álbum de um grupo feminino desde que as Spice Girls lançaram seu álbum de estreia, Spice, em 1996.
Ele detém o recorde como o álbum de um grupo feminino com mais tempo nas paradas dentro do top 40 no UK Albums Chart. Foi o 39.º álbum mais vendido da década de 2010 no Reino Unido e é o sétimo álbum mais vendido de um grupo feminino entre 1994 e 2019. Em 2021, elas se tornaram o primeiro grupo feminino a acumular 100 semanas no Top 10 do UK Official Singles Chart. Seus singles "Shout Out to My Ex", "Touch" e "Black Magic" são três das músicas mais ouvidas por artistas femininas no Top 40 Oficial do Reino Unido. "Black Magic", que passou três semanas no número um, tornou-se o número um mais antigo de um grupo feminino desde "About You Now" das Sugababes em 2007.
Seu single "Shout Out to My Ex" se tornou o primeiro single número um no Reino Unido de 2016 por artistas femininas. A música é o segundo single de um grupo feminino de maior sucesso e a música de um grupo feminino mais transmitida no Reino Unido. "Sweet Melody" moveu Little Mix para o 11º lugar na lista de artistas com mais singles número um no UK Singles Chart. Elas são o grupo com mais singles número um no Official Big Top 40, com oito no total. O grupo embarcou em seis turnês e vendeu mais de 3 milhões de ingressos para seus shows. Sua quarta turnê de concertos, The Glory Days Tourfoi a sexta turnê de maior bilheteria de 2017 por artistas femininas. Durante o LM5: The Tour em 2019, elas receberam um prêmio da O2 Arena por seus 12 shows esgotados no local. De acordo com a Pollstar, elas ficaram em 40º lugar em ganhos de turnês por artistas femininas entre os anos 2000 e 2019. O grupo ganhou um total de US$94 milhões em todas as suas turnês. O single do grupo Woman Like Me, foi a primeira música de um grupo feminino a alcançar o número um na parada mundial do iTunes.
Little Mix recebeu vários prêmios notáveis, incluindo três Brit Awards, seis MTV Europe Music Awards, um iHeartRadio Music Award, seis Global Music Awards, quatro Glamour Awards e um British LGBTQ Award. No Brit Awards de 2017, elas ganharam seu primeiro Brit Award de Melhor Single Britânico por "Shout Out to My Ex". Em 2019, elas ganharam o prêmio votado pelos fãs de Vídeo de Artista Britânico do Ano, tornando-as o primeiro grupo feminino a ganhar o prêmio desde as Spice Girls em 1997. No Brit Awards de 2021, elas se tornaram o primeiro grupo feminino nos 43 anos de história do Brit Awards a ganhar o prêmio de Melhor Grupo Britânico. Elas receberam o maior número de vitórias para melhor artista do Reino Unido e Irlanda no MTV Europe Music Awards, recebendo um total de cinco prêmios. Em 2021, elas receberam o prêmio Women of the Year Gamechangers in Music no Glamour Awards. Little Mix é o grupo feminino com mais certificações de platina no Reino Unido e na Austrália. O grupo apareceu na lista da Debrett de 2017 como uma das pessoas mais influentes do Reino Unido, a lista "30 Under 30" da Forbes nomeou elas como uma das maiores celebridades do mundo chamando-as de "as Spice Girls da última década". Vários artistas já se declararam fãs do grupo dentre estes estão Louisa Johnson, Zara Larsson, Charlie XCX, Adele, Troye Sivan, Bebe Rexha, Cher Llyod, Hailee Steinfeld, Noah Cyrus, Anne-Marie, Ed Sheeran, 5 Second of Summer. Na nova era de novos girl groups a Little Mix influenciou novos grupos femininos como o trio britânico M.O, Four Diamonds, FLO e a girlband latino-americana ANGEL22.